# Voueboufla
Voueboufla este o comună din regiunea Marahoué, Coasta de Fildeș.